# 学校法人暁星学園
学校法人暁星学園（がっこうほうじんぎょうせいがくえん）は、日本の学校法人。

## 概要
明治10年（1877年）来日本で宣教していたパリ外国宣教会のピエール・マリー・オズーフの要請により、パリのカトリック教育修道会マリア会は、アメリカ人を含む5人の宣教師（アルフォンス・ヘンリック、ニコラス・ワルテル、ジョセフ・セネンツ、ルイ・シュトルツ、カミーユ・プランシュ）を日本に派遣した。1888年（明治21年）2月に、カトリック築地教会（東京府東京市京橋区築地）の敷地内で家塾として神学校を開設し、暁星学園の母体となる。
マリア会は、19世紀の初頭、フランス南西部の中心都市ボルドーに始まり、フランス革命の荒廃した社会風潮から「青少年を守ろう」と、シャミナード神父が7人の修道士に呼び掛け、教育修道会として組織したものである。このマリア会の家塾は開設2年後に現在地九段の高台に移転したが、初めは「わずか六人の生徒」を数えるだけの“寺子屋”的な教育機関に過ぎなかった。
1888年8月に麹町区元薗町2丁目4番地の借家を校舎とする私立暁星学校が設立認可される。1890年（明治23年）には現在地に移転し暁星小学校（旧制）の設立が認可される。1899年（明治32年）には暁星中学校（旧制）が設立認可される。1919年（大正8年）には卒業生にフランスのバカロレアと同等の資格が与えられることになった。暁星はフランス語で明けの明星を意味するétoile du matinに由来する。
1923年の関東大震災では校舎に引火し被害が甚大なものとなったが、ローマ教皇庁はじめ世界中の国々からの浄財が集められ1925年に校舎が再建された。学制改正により暁星初等・中等学校となる。太平洋戦争中は学童疎開において暁星疎開学園委員会を結成し軽井沢や箱根、山梨に分かれて疎開した。
戦後の学制改革により、暁星初等・中等学校は、暁星小学校、暁星中学校となる。1948年に暁星高等学校が認可設立され、小中高の一貫教育を開始した。1969年には暁星幼稚園が設立され、幼小中高一貫教育を開始する。1979年に帰国子女の受け入れを目的として全寮制男子校の暁星国際高等学校を千葉県木更津市に開校した。
『キリスト教の理念に基づく教育により、人格の完成をめざすと共に社会の福祉に努める人物を育成すること』を建学の精神とし、フランス語を必修とし、卒業式にフランスやバチカン大使館から来賓が参列する。生徒間での交流は特に無かったものの、隣接する場所にはフランス系の外国人学校、リセ・フランコ・ジャポネ・ド・東京があったが、2012年5月に移転し現在は跡地にマンションが建っている。

## 沿革
- 1888年（明治21年）
  - 2月 - 東京府京橋区明石町にマリア会神父アルフォンス・ヘンリックらが小規模の学校を設立する。
- 7月 - 東京府麹町区元園町に移転、暁星学校と命名する。
- 1889年（明治22年）5月1日 - 市制により所在地が東京府東京市麹町区元園町となる。
- 1890年（明治23年）
  - 7月 - 東京府東京市麹町区飯田町三丁目（現在地）へ移転する。
  - 8月 - 暁星小学校を開校する。
- 1899年（明治32年）10月 - 暁星中学校（旧制）を開校する。
- 1943年（昭和18年）7月1日 - 東京都制により所在地住所が東京都麹町区富士見町となる。
- 1947年（昭和22年）
  - 3月15日 - 麹町区の合区により所在地住所が東京都千代田区富士見町となる。
  - 4月 - 学校教育法施行により、新制暁星小学校、暁星中学校が授業を始める。
  - 12月 - 財団法人暁星学園を設立する。
- 1948年（昭和23年）4月 - 暁星高等学校を開校する。
- 1950年（昭和25年）3月 - 暁星学園付属マリアの園幼稚園を開園する。
- 1951年（昭和26年）3月 - 私立学校法施行により学校法人暁星学園へ改組する。
- 1957年（昭和32年）4月 - 暁星学園付属晃華小学校を開校する。
- 1961年（昭和36年）1月 - マリアの園幼稚園と晃華小学校を学校法人晃華学園として法人分離する。
- 1965年（昭和40年）7月 - 那須校外学舎を新築する。
- 1966年（昭和41年） - 住居表示実施に伴う町名変更により所在地住所が東京都千代田区富士見一丁目2番5号となる。
- 1967年（昭和42年） - 国際部日仏科を設置。のちにリセ・フランコ＝ジャポネ・ド・東京（現 東京国際フランス学園）となる。
- 1969年（昭和44年）4月 - 暁星学園幼稚園を開園する。
- 1977年（昭和52年）7月 - 軽井沢校外学舎を新築する。
- 1991年（平成3年）4月 - 暁星学園幼稚園を暁星幼稚園へ改称する。

## 設置校
- 暁星中学校・高等学校
- 暁星小学校
- 暁星幼稚園

## 関連法人
いずれもマリア会を母体とする学校法人である。
- 学校法人札幌光星学園（札幌光星中学校・高等学校）
- 学校法人大阪明星学園（明星中学校・高等学校）
- 学校法人海星学園（海星中学校・高等学校）
- 学校法人晃華学園（晃華学園中学校・高等学校）